# الملازم المبتسم (فلم)
الملازم المبتسم (بالإنجليزية: The Smiling Lieutenant) هو فيلم كوميدي تم إنتاجه في الولايات المتحدة وصدر في سنة 1931.

## بطولة
- كلوديت كولبيرت

### ترشيحات وجوائز
| السنة | الحدث  | الفئة     | النتيجة |
| ----- | ------ | --------- | ------- |
| 1932  | أوسكار | أفضل فيلم | ترشـيـح |

## وصلات خارجية
- الملازم المبتسم على موقع IMDb (الإنجليزية)
- الملازم المبتسم على موقع الموسوعة البريطانية (الإنجليزية)
- الملازم المبتسم على موقع روتن توميتوز (الإنجليزية)
- الملازم المبتسم على موقع نتفليكس (الإنجليزية)
- الملازم المبتسم على موقع ألو سيني (الفرنسية)
- الملازم المبتسم على موقع Turner Classic Movies (الإنجليزية)
- الملازم المبتسم على موقع أول موفي (الإنجليزية)
- الملازم المبتسم على موقع فيلمافينيتي (الإسبانية)
- الملازم المبتسم على موقع قاعدة بيانات الفيلم (الإنجليزية)
- الملازم المبتسم على موقع ليتربوكسد (الإنجليزية)